# Giro del Veneto 2008
Il Giro del Veneto 2008, ottantesima edizione della corsa e valida come evento dell'UCI Europe Tour 2008 categoria 1.HC, si svolse il 31 agosto 2008 su un percorso di 199,8 km. Fu vinto dall'italiano Francesco Ginanni che terminò la gara in 4h52'40", alla media di 40,961 km/h.
Partenza con 138 ciclisti, dei quali 74 portarono a termine il percorso.

## Ordine d'arrivo (Top 10)
| Pos. | Corridore             | Squadra       | Tempo    |
| ---- | --------------------- | ------------- | -------- |
| 1    | Francesco Ginanni     | Diquigiovanni | 4h52'40" |
| 2    | Serhij Hončar         | Preti Mangimi | s.t.     |
| 3    | Andrea Masciarelli    | Acqua & Sap.  | s.t.     |
| 4    | Donato Cannone        | NGC Medical   | s.t.     |
| 5    | Leonardo Giordani     | Cer. Flaminia | s.t.     |
| 6    | Pasquale Muto         | Miche         | s.t.     |
| 7    | Gabriele Bosisio      | LPR Brakes    | s.t.     |
| 8    | Alessandro Bertuola   | Preti Mangimi | s.t.     |
| 9    | Francesco Masciarelli | Acqua & Sap.  | s.t.     |
| 10   | Eddy Ratti            | Nippo-Endeka  | s.t.     |